# J.R. Hildebrand

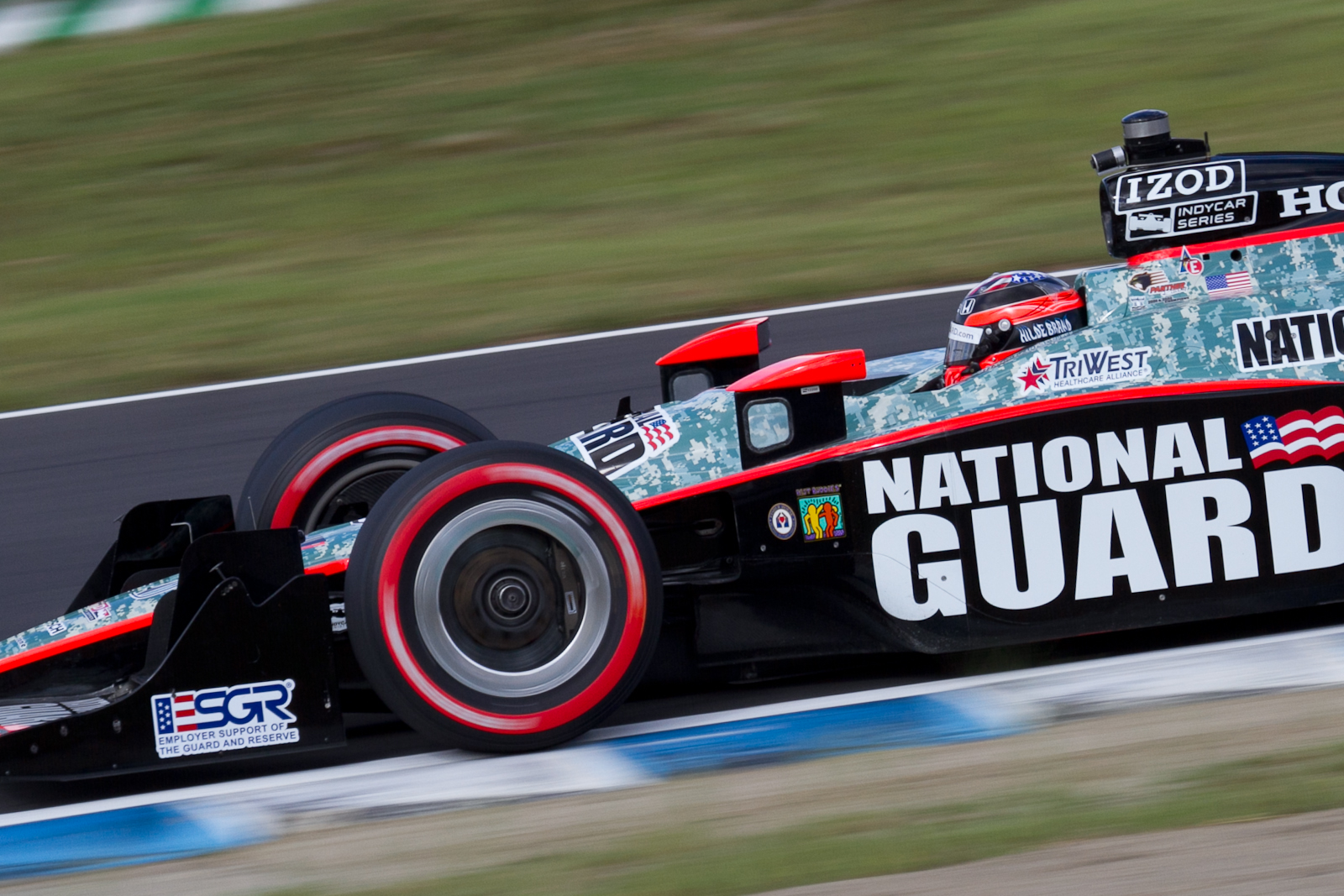
Hildebrand in Japan in 2011

John Rendal Hildebrand Jr. (Sausalito (Californië), 3 januari 1988) is een Amerikaans autocoureur. Hij won de Indy Lights titel in 2009.

## Carrière
Hildebrand begon zijn carrière in het karting. In 2006 won hij het Amerikaanse Formule Ford 2000 kampioenschap. In 2007 reed hij een seizoen in het Atlantic Championship. Hij werd tweede op het circuit van Cleveland en eindigde op de zevende plaats in het kampioenschap. In 2008 stapte hij over naar de Indy Lights. Hij won de race op de Kansas Speedway en eindigde op een vijfde plaats in het kampioenschap. In 2009 reed hij een tweede seizoen in de Indy Lights. Hij won vier races en won het kampioenschap. Datzelfde jaar reed hij een weekend in de A1 Grand Prix. Hij werd voor het Team USA vierde in de sprintrace op Brands Hatch.
In december 2009 reed Hildebrand voor het eerst in een Formule 1-wagen. Op het circuit van Jerez bestuurde hij een bolide van Force India die hij gedurende drie dagen deelde met Paul di Resta.
In 2010 debuteerde hij in de IndyCar Series toen hij tijdens twee races de geblesseerde Mike Conway bij Dreyer & Reinbold Racing verving. In 2011 ging hij fulltime aan de slag bij Panther Racing. Tijdens de Indianapolis 500 van dat jaar kwam hij drie ronden voor het einde aan de leiding van de race. In de allerlaatste bocht crashte hij zijn auto tegen de muur, de verhakkelde auto schoof verder over de finish maar Dan Wheldon kon hem nog net bijhalen en zo werd hij tweede op twee seconden van de winnaar.

## Resultaten
IndyCar Series resultaten (aantal gereden races, aantal maal in de top 5 van een race, eindpositie kampioenschap en punten)
| Jaar | Races | 1ste | 2de | 3de | 4de | 5de | Rang | Ptn |
| ---- | ----- | ---- | --- | --- | --- | --- | ---- | --- |
| 2010 | 2     | -    | -   | -   | -   | -   | 35   | 26  |
| 2011 | 17    | -    | 1   | -   | 1   | -   | 14   | 296 |
| 2012 | 15    | -    | -   | -   | -   | 2   | 11   | 294 |
| 2013 | 7     | -    | -   | -   | -   | 1   | 25   | 112 |

#### Indianapolis 500
| Jaar | Chassis | Motor     | Start | Finish | Team           |
| ---- | ------- | --------- | ----- | ------ | -------------- |
| 2011 | Dallara | Honda     | 12    | 2      | Panther Racing |
| 2012 | Dallara | Chevrolet | 18    | 14     | Panther Racing |
| 2013 | Dallara | Chevrolet | 10    | 33     | Panther Racing |